# フリードリヒ2世 (プファルツ選帝侯)
フリードリヒ2世（Friedrich II., 1482年12月9日 - 1556年2月26日）は、プファルツ選帝侯（在位：1544年 - 1556年）。フィリップと妃マルガレーテの4男。ルートヴィヒ5世、ループレヒトの弟。

## 生涯
選帝侯位継承前は甥で三兄ループレヒトの遺児であるプファルツ＝ノイブルク公オットー・ハインリヒとフィリップの後見人を務め、オーストリアのフェルディナント大公（後の神聖ローマ皇帝フェルディナント1世）に将軍として仕えた。1544年、長兄ルートヴィヒ5世が死去すると選帝侯位を継承する。
フリードリヒ2世はプファルツに宗教改革をもたらし、皇帝カール5世と対立した。1535年にデンマークとノルウェーの王クリスチャン2世とカール5世の妹イサベルの娘ドロテアと結婚したが子が無く、死後はオットー・ハインリヒが後を継いだ。